# Darnell Washington
Darnell Ernest Washington (Las Vegas, 17 agosto 2001) è un giocatore di football americano statunitense che milita nel ruolo di tight end per i Pittsburgh Steelers della National Football League (NFL).

## Carriera

### Pittsburgh Steelers
Al college Washington giocò a football a Georgia, vincendo due campionati NCAA consecutivi. Fu scelto nel corso del terzo giro (93º assoluto) del Draft NFL 2023 dai Pittsburgh Steelers. Debuttò come professionista subentrando nella gara del primo turno contro i San Francisco 49ers. La settimana successiva disputò la prima partita come titolare contro i Cleveland Browns. La sua stagione da rookie si chiuse con 7 ricezioni per 61 yard disputando tutte le 17 partite, di cui 7 come titolare.
Washington segnò il primo touchdown in carriera nella gara della sua seconda stagione contro i Denver Broncos su passaggio da 5 yard di Justin Fields.